# Acugamasus elachyaspis
Acugamasus elachyaspis är en spindeldjursart som beskrevs av Lee 1973. Acugamasus elachyaspis ingår i släktet Acugamasus och familjen Ologamasidae. Inga underarter finns listade i Catalogue of Life.